# PINCH HITTER JAPAN
PINCH HITTER JAPAN株式会社（ピンチヒッタージャパン）は日本およびアジア地域で法人向け在庫買取事業と事業買取サービスを提供する企業である。
2013年に創業。

## 沿革
代表取締役社長吉岡拓哉と取締役副社長川口恭平が学生時代にイベントの企画・運営を行っていたことで将来は起業を意識するようになった。
起業後もイベント企画・運営を行っていたが中々軌道には乗らず、創業3年目に1件のスポーツ用品店に飛び込み営業に行ったことがきっかけで在庫買取サービスを考案。
その後1年で全国3000店舗を開拓するスピードで急成長した。
当初はスポーツ用品店の買取がメインであったが、スポーツウェアの滞留在庫が多いことに気が付き、アパレル業界の滞留在庫にも目をつけた。
アパレル業界の市場の大きさを考えて当時好調であった野球用品の買取サービスを売却することを決意。
その資金をもとに現在のサービスまで成長させた。
- 2013年 - 長崎県諫早市に株式会社RafaEventを創業。
- 2016年 - 野球用品買取サービスピンチヒッターを開始[3]。
- 2019年 - PINCH HITTER JAPAN株式会社へ社名変更[5]。
- 2020年 - BIZCASHサービスを開始し、事業買取サービスを提供[6]。
- 2022年
  - アジア太平洋急成長企業ランキングで149位にランクイン[3]。
  - 倉庫レンタルサービス「カリレル」開始[7]。
  - 東京支社開設[8]
- 2024年 - 韓国の在庫買取商社「株式会社リーボングローバル」の株式60%を取得し、資本提携を発表[9]。

## 表彰・実績
- 2022年：アジア太平洋急成長企業149位にランクイン[3]。長崎県内企業として初めて上位500社以内に入った[10]。
- 2023年：第五回 WOMAN's VALUE AWARDで特別賞（ジェンダード・イノベーション部門）を受賞[11]。
- 2025年：ハタラクエール2025にて福利厚生推進法人に認証[12]。

## グループ会社
- 株式会社R.E BROTHER'S[1][注 1]：BIZCASHの運営会社
- 株式会社リーボングローバル： 韓国市場での在庫買取事業を展開[9]

## 著書
- 吉岡拓哉 著『25歳ではじめた長崎のベンチャー企業が世界で注目されるようになった理由』[14]（2023年3月、幻冬舎メディアコンサルティング）ISBN 9784344941809

## テレビ出演
- 世界一の九州が始まる（2022年8月14日、RKB）[15]
- 「週刊ビジネス新書」（2024年3月23日、テレビ東京）[16][出典無効]
- 日経スペシャル「カンブリア宮殿」業界の風雲児が仕掛ける 客が喜ぶ買い取り戦略を徹底解剖！（2024年7月4日、テレビ東京）[17]
- ふるさとの未来（2025年6月4日、TBS）